# Estado de oxidação
O estado de oxidação, também chamado de número de oxidação (nox), é uma abordagem para atribuir o valor da carga que um átomo em uma substância possui. O estado de oxidação contribui para a compreensão do grau de oxidação de um átomo a partir da consideração de que todas as ligações químicas existentes sejam iônicas, muito embora isso não seja necessariamente verdadeiro. O termo oxidação foi usado pela primeira vez por Antoine Lavoisier para significar a reação de uma substância com o oxigênio.
Em uma reação de oxirredução, o aumento do número de oxidação no produto em relação ao reagente significa que aquele átomo perdeu elétrons e foi oxidado; a diminuição do número de oxidação no produto em relação ao reagente significa que aquele átomo ganhou elétrons e foi reduzido.
Na química, o estado de oxidação é sempre relatado no nome químico de um composto. Os estados de oxidação desempenham um papel tão importante nos fundamentos da química que alguns argumentaram que deveriam ser representados como a terceira dimensão da tabela periódica. Um bom exemplo é o cromo: no estado de oxidação III é essencial ao corpo humano; no estado de oxidação IV, é extremamente tóxico.

## Regras para atribuição do nox
Existem algumas regras práticas para a determinação do estado de oxidação:
- Para um átomo em uma substância simples, seu estado de oxidação é sempre zero. Como os átomos são os mesmos e, portanto, apresentam a mesma eletronegatividade, se ocorresse o rompimento da ligação, nenhum deles doaria ou receberia elétrons. Exemplos: H2, O2, O3, P4, S8.
- Para um íon monoatômico, o número de oxidação é igual à sua carga. Exemplos: Na+ (nox = +1), Ca2+ (nox = +2), Cl- (nox = -1), S2- (nox = -2).

Os íons dos metais alcalinos (grupo 1A) possuem sempre carga 1+ e portanto número de oxidação igual a +1.
Exemplos: átomo de sódio no NaCl, átomo de potássio no KNO3.
Os íons dos metais alcalino-terrosos (grupo 2A) possuem sempre carga 2+ e portanto número de oxidação igual a +2.
Exemplos: átomo de cálcio no CaCO3, átomo de magnésio no MgCl2.
O alumínio (Al) possui sempre carga 3+ e portanto número de oxidação igual a +3.
Exemplo: átomo de alumínio no KAl(SO4)2.
- Para um não-metal, os estados de oxidação são negativos na maioria dos casos.

O número de oxidação do oxigênio é usualmente -2, tanto em compostos iônicos quanto moleculares. São exceções peróxidos (O22-, os quais possuem nox igual a -1, como no caso do H2O2) e superóxidos (O2-, nox = - 1/2).
O número de oxidação do hidrogênio é usualmente +1 quando ligado a não-metais (exemplo: HCl) e -1 quando ligado em metais (exemplo: NaH).
O número de oxidação do flúor é -1 em todos os compostos. Demais halogênios possuem número de oxidação igual a -1 em quase todos os compostos binários (2 elementos). Exemplos: KBr, CaCl2 , CF4. Entretanto, quando combinados com oxigênio, apresentam estados de oxidação positivos, como no caso do NaOCl (nox = +1).
- A soma dos números de oxidação de todos os átomos em um composto neutro é zero. A soma dos números de oxidação de todos os átomos em um íon poliatômico é igual a carga do próprio íon.

Exemplos: no cloreto de sódio (NaCl), o átomo de cloro possui número de oxidação igual a -1 e o sódio possui número de oxidação igual a +1, totalizando zero;
no íon hidrônio (H3O+), cada um dos átomos de hidrogênio possui número de oxidação igual a +1 e o átomo de oxigênio possui número de oxidação igual a -2, totalizando 1+.

## Exemplo prático
Qual o estado de oxidação do átomo de fósforo na molécula de H3PO4?
Por se tratar de uma molécula neutra, a soma dos números de oxidação de cada átomo deve ser igual a zero. São 4 átomos de oxigênio, 3 de hidrogênio e 1 de fósforo. Cada átomo de oxigênio possui nox igual a -2. Cada átomo de hidrogênio possui nox igual a +1. Isso totaliza 4*(-2) + 3*(+1) = -8 + 3 = -5. Portanto, o átomo de fósforo precisa ter carga igual a 5+ para contrabalancear e fazer com que a soma seja zero, tendo nox = +5.